# Delphinium malacophyllum
Delphinium malacophyllum är en ranunkelväxtart som beskrevs av Hand.-mazz.. Delphinium malacophyllum ingår i släktet storriddarsporrar, och familjen ranunkelväxter. Inga underarter finns listade i Catalogue of Life.